# جير باور
جير باور (بالإنجليزية: Ger Power)‏ هو لاعب قذف أيرلندي، ولد في 27 يونيو 1952 في Annacotty ‏ في جمهورية أيرلندا.